# Uma História Desagradável
Uma História Desagradável (1862, título original: Скверный анекдот) é conto satírico do escritor russo Fiódor Dostoiévski, que narra um funcionário público russo chamado Ivan Illitch Pralinski.
Depois de beber demais com dois colegas funcionários públicos, o protagonista, Ivan Ilyich Pralinsky, descreve a sua vontade de abraçar uma filosofia baseada na bondade com pessoas de baixo estatuto social. 